# Entre tierras
Entre tierras es una serie española de televisión de melodrama escrita por Susana López Rubio, Juan Beiro y Joaquín Santamaría y dirigida por Humberto Miró, María Togores y Pablo Guerrero para Antena 3 y Atresplayer. Es una adaptación libre española de la miniserie italiana La esposa, cuyo argumento fue creado originalmente por Valia Santella. Fue producida por Boomerang TV y está protagonizada por Megan Montaner, Unax Ugalde, Juanjo Puigcorbé, Carlos Serrano, Begoña Maestre, Llorenç González, Inma Cuevas, Belén Écija, Magdalena Tejado, Mateo Medina, Clara Garrido, Martín Abelló Sevillano, Inma Pérez-Quirós, Gonzalo Kindelán y Malena Gutiérrez.
Se estrenó en Atresplayer el 10 de septiembre de 2023 y finalizó el 10 de noviembre del mismo año. Su estreno posterior en televisión abierta, en Antena 3, se produjo en enero de 2024.
El 26 de febrero de 2025, Antena 3 y Atresplayer renovaron Entre tierras por una segunda temporada.

## Reparto

### Reparto principal
- Megan Montaner - María Rodríguez
- Unax Ugalde - Manuel Cervantes (Episodio 1 - Episodio 9)
- Begoña Maestre - Justa Martínez (Episodio 2 - Episodio 10)
- Clara Garrido - Claudia Barea / Claudia Cervantes (Episodio 1 - Episodio 8; Episodio 10)
- Carlos Serrano - José Aguilar (Episodio 1; Episodio 4 - Episodio 10)

#### Con la colaboración especial de
- Juanjo Puigcorbé como Ramón Cervantes Montero (Episodio 1 - 7)

### Reparto secundario
- Inma Pérez-Quirós - Sagrario (Episodio 1 - Episodio 2; Episodio 5 +  Episodio ¿?)
- Magdalena Tejado - Luisa Rodríguez (Episodio 1 - Episodio 2; Episodio 4 - Episodio 6; Episodio 8 - Episodio ¿?)
- Mateo Medina  - Guillermo Rodríguez (Episodio 1 - Episodio 2; Episodio 5 - Episodio ¿?)
- Martín Abelló - Nicolás Cervantes Herrero (Episodio 1 - Episodio 4; Episodio 6 - Episodio ¿?)
- Malena Gutiérrez - Mercedes (Episodio 1 - Episodio 3)
- Llorenç González - Gabriel "Gabi" Expósito (Episodio 2 - Episodio 3; Episodio 4 - Episodio 10)
- Belén Écija - Llanos Herrero (Episodio 3)
- Marc Parejo - Alonso Herrero (Episodio 4)
- José Sospedra - Jorge Orduño (Episodio 4)
- Gonzalo Kindelán - Custodio (Episodio 6 - Episodio 10)
- Alba Gutiérrez - Inés (Episodio 7 - Episodio 9)
- Gonzalo Trujillo - Víctor Cervantes (Episodio 7)
- Maribel Ripoll - Ascensión (Episodio 9)

## Capítulos
| N.º | Título        | Dirigido por   | Escrito por                             | Fecha de estreno en Antena 3 | Fecha de preestreno en Atresplayer | Audiencia en Antena 3 |
| --- | ------------- | -------------- | --------------------------------------- | ---------------------------- | ---------------------------------- | --------------------- |
| 1   | «Capítulo 1»  | Humberto Miró  | Susana López Rubio                      | 11 de enero de 2024          | 10 de septiembre de 2023           | 1 479 000 (14,5%)     |
| 2   | «Capítulo 2»  | Humberto Miró  | Susana López Rubio y Juan Beiro         | 18 de enero de 2024          | 17 de septiembre de 2023           | 1 217 000 (9,4%)      |
| 3   | «Capítulo 3»  | Humberto Miró  | Susana López Rubio y Joaquín Santamaría | 25 de enero de 2024          | 24 de septiembre de 2023           | 1 415 000 (14,5%)     |
| 4   | «Capítulo 4»  | María Togores  | Susana López Rubio y Juan Beiro         | 1 de febrero de 2024         | 1 de octubre de 2023               | 1 453 000 (13,7%)     |
| 5   | «Capítulo 5»  | María Togores  | Susana López Rubio y Joaquín Santamaría | 8 de febrero de 2024         | 8 de octubre de 2023               | 1 312 000 (12,6%)     |
| 6   | «Capítulo 6»  | María Togores  | Susana López Rubio y Juan Beiro         | 15 de febrero de 2024        | 15 de octubre de 2023              | 1 298 000 (13,1%)     |
| 7   | «Capítulo 7»  | Pablo Guerrero | Susana López Rubio y Joaquín Santamaría | 22 de febrero de 2024        | 22 de octubre de 2023              | 1 263 000 (12,3%)     |
| 8   | «Capítulo 8»  | Pablo Guerrero | Susana López Rubio y Juan Beiro         | 29 de febrero de 2024        | 29 de octubre de 2023              | 1 198 000 (10,9%)     |
| 9   | «Capítulo 9»  | María Togores  | Susana López Rubio y Joaquín Santamaría | 7 de marzo de 2024           | 5 de noviembre de 2023             | 1 138 000 (11,2%)     |
| 10  | «Capítulo 10» | Humberto Miró  | Susana López Rubio                      | 14 de marzo de 2024          | 12 de noviembre de 2023            | 1 190 000 (12,1%)     |

## Evolución de audiencias
| Temporada | Temporada | Episodio número | Episodio número | Episodio número | Episodio número | Episodio número | Episodio número | Episodio número | Episodio número | Episodio número | Episodio número |
| Temporada | Temporada | 1               | 2               | 3               | 4               | 5               | 6               | 7               | 8               | 9               | 10              |
| --------- | --------- | --------------- | --------------- | --------------- | --------------- | --------------- | --------------- | --------------- | --------------- | --------------- | --------------- |
|           | 1         | 1479            | 1217            | 1415            | 1453            | 1312            | 1298            | 1263            | 1198            | 1138            | 1190            |

## Producción
El 20 de junio de 2022, Antena 3 anunció que estaba preparando junto con Boomerang TV una serie de drama, Entre tierras, la cual estaría protagonizada por Megan Montaner. El rodaje de la serie comenzó en septiembre de 2022 en diferentes localidades de Castilla-La Mancha y Almería. Las porciones del rodaje en Almería concluyeron el 14 de octubre de 2022.

## Lanzamiento y marketing
En julio de 2022, se anunció que la serie sería estrenada en el FesTVal en septiembre de 2023. El 28 de agosto de 2023, Atresplayer anunció que estrenaría las series ¡Martita!, Entre tierras y Déjate ver en su plataforma a partir de septiembre. En el caso de Entre tierras, también se anunció su estreno en televisión tradicional en Antena 3 en un futuro próximo. El 1 de septiembre de 2023, Atresplayer sacó el tráiler completo de la serie y programó su estreno para el 10 de septiembre de 2023.